# James McGranery
James Patrick McGranery (né le 8 juillet 1895 à Philadelphie, en Pennsylvanie et mort le 23 décembre 1963  à Palm Beach, en Floride) est un juriste et un homme politique américain. Membre du Parti démocrate, il est représentant de Pennsylvanie entre 1937 et 1943 puis procureur général des États-Unis entre 1952 et 1953 dans l'administration du président Harry S. Truman.

## Biographie
James McGranery est représentant de la Pennsylvanie de 1937 à 1943, date à laquelle il démissionne de son poste afin de devenir assistant du procureur général des États-Unis. Il deviendra à son tour procureur général des États-Unis de 1952 à 1953 dans l'administration Truman.